# Xian de Minle
Le xian de Minle (民乐县 ; pinyin : Mínlè Xiàn) est un district administratif de la province du Gansu en Chine. Il est placé sous la juridiction de la ville-préfecture de Zhangye.

## Démographie
La population du district était de 232 462 habitants en 1999.